# Wenturelli

Pierwszy z herbów noszących nazwę Wenturelli, nadany w XVI wieku, jest nieznany z wizerunku

Wenturelli (Venturelli) – nazwa dwóch polskich herbów szlacheckich z nobilitacji. Brak informacji o ich jakimkolwiek (oprócz nazwiska nobilitowanego) powiązaniu.

## Herb z XVI wieku

### Opis herbu
Herb nieznany z wizerunku.

### Najwcześniejsze wzmianki
Nadany 1 kwietnia 1562 Meteleusowi Venturellemu, kanonikowi wiślickiemu.

### Herbowni
Ponieważ herb Wenturelli był herbem własnym, prawo do posługiwania się nim przysługuje tylko jednemu rodowi herbownemu:
Wenturelli (Venturelli).

## Herb z XVIII wieku

Drugi z herbów Wenturelli, nadany w XVIII wieku

### Opis herbu
Opis z wykorzystaniem klasycznych zasad blazonowania:
Na tarczy dzielonej w pas, w polu górnym, czarnym, ramię zbrojne, trzymające brodatą głowę; w polu dolnym, błękitnym, inicjały AP, srebrne, pod którymi takiż inicjał V. Klejnot nieznany. Labry całe błękitne.

### Najwcześniejsze wzmianki
Nadany 12 marca 1792 Pawłowi Wenturelli, konsyliarzowi królewskiemu.

### Herbowni
Ponieważ herb Wenturelli był herbem własnym, prawo do posługiwania się nim przysługuje tylko jednemu rodowi herbownemu:
Wenturelli.